# 인피니트 (영화)
《인피니트》(영어: Infinite)는 앤트완 퓨콰 감독의 2021년 SF 액션 영화이다. 마크 월버그, 소피 쿡슨, 추이텔 에지오포 등이 출연하였다. 에릭 마이크랜츠의 2009년 소설 <The Reincarnationist Papers>이 원작이다.
2020년 8월 극장 개봉 예정이었으나 COVID-19 팬더믹으로 인해 수차례 연기되다가 2021년 6월 10일 파라마운트 플러스에서 공개하였다. 연출과 각본 부문에서 부정 평가를 받았다.

## 출연
- 마크 월버그 - 에번 매콜리 / 2020년의 하인릭 트레드웨이 역
  - 딜런 오브라이언 - 1985년의 하인릭 트레드웨이 역
- 추이텔 에지오포 - 2020년의 오토 배서스트 역
  - 루퍼트 프렌드 - 1985년의 오토 배서스트 역
- 소피 쿡슨 - 노라 브라이트먼 역
  - 조아나 히베이루 - 리오나 역
- 제이슨 맨주커스 - 디 아티잰 역
- 요한네스 회이퀴르 요한네손 - 코빅 역
- 리즈 카 - 개릭 역
- 카에 알렉산더 - 트레이스 역
- 토비 존스 - 브라이언 포터 역
- 톰 휴스 - 에이블 역
- 월리스 데이 - 요원 신 역

## 우리말 녹음
| KBS 성우진 (2021년 9월 20일) - 양석정 - 에번 매콜리/하인릭 트레드웨이(마크 윌버그) - 이선 - 노라(소피 쿡슨) - 홍진욱 - 오토 배서스트(추이텔 에지오포) - 이윤선 - 브라이언(토비 존스) - 최문자 - 개릭(리즈 카) - 유호한 - 디 아티잰(제이슨 맨주커스) - 한복현 - 코빅(요한네스 회이퀴르 요한네손) - 김인 - 에이블(톰 휴스) - 윤용식 - 하인릭 트레드웨이(딜런 오브라이언) - 김사라 - 트레이스(카에 알렉산더) - 곽윤상 - 사장(마크 플라이슈먼) - 오수경 - 리오나(조아나 히베이루) | KBS 제작진 - 번역 - 최성연 - 화면해설 - 남유정 - 녹음 - 박상우 - NLE 편집 - 심은국 - CG - 권미정 - 연출 - 김웅종 - 기획 - KBS 한국방송 - 우리말제작 - KBS 미디어 |  |